# Tipus de vi
El tipus de vi és la classificació dels vins segons els procés d'elaboració i dels trets organolèptics que en resulten: el color, el sucre, el gas carbònic, etc.
En canvi, s'anomena classe de vi a la classificació segons la regió vitícola on s'ha elaborat i que li configura una personalitat pròpia de la zona i de l'elaboració tradicional: un «priorat», un «banyuls», un «rioja»... (vegeu Denominació d'Origen). Per altra banda, la varietat de vi indica la varietat de raïm amb què s'ha elaborat: moscatell, garnatxa… (vegeu varietat vinífera).

## Tipus de vins

### Segons el color
- Vi blanc: de color daurat o ambre, és un vi elaborat per fermentació del most sense pellofa.
- Blanc de blancs: és un vi tranquil blanc o un vi escumós elaborat exclusivament amb raïms blancs.
- Vi rosat: és un vi de color rosa o vermell clar elaborat per fermentació de raïms negres i només parcialment amb la seva pellofa.
- Vi gris o blanc de negres: és un vi rosat elaborat com un vi blanc amb raïms negres.
- Rosé: és un vi escumós de color lleugerament rosat obtingut afegint-hi vi rosat.
- Claret: és un vi rosat obtingut per fermentació parcial de raïms blancs i negres.
- Vi negre o roig: és un vi vermellós elaborat per fermentació del most amb la pellofa i les llavors.
- Altres colors que indiquen altres qualitats:
  - Vi verd: és un vi blanc elaborat amb raïms encara un punt verds, poc madurats, i que presenta un gust àcid.
  - Vi groc: és un vi blanc típic de la Borgonya amb un gust «groc» degut a l'oxidació.

### Segons el contingut de gas carbònic
- Vi tranquil: és un vi sense presència de gas carbònic. De forma genèrica s'anomena vi a tots els vins tranquils.
- Vi d'agulla o vi petillant: és un vi jove amb gas carbònic a una pressió de 2 a 3 atmosferes.
- Vi de perla, o vi perlat: té una pressió de gas carbònic lleugerament superior a la d'un vi d'agulla.
- Vi escumós: és un vi que conté gas carbònic a una pressió d'entre 3 i 5 atm.
- Vi gasificat: és un vi escumós en què el gas carbònic hi és afegit a pressió en una bóta hermètica.
- Cava, o vi de cava o xampany: és un vi escumós que obté el gas carbònic en una segona fermentació produïda en repòs en una cava.
- Vi axampanyat: és un vi de característiques similar a les del xampany.

### Segons denominació protegida
- Vi de taula: és un vi tranquil elaborat sense processos especials.
- Vi de la terra: és un vi de taula amb indicació geogràfica protegida.
- Vi amb denominació d'origen: és un vi amb indicació geogràfica protegida i amb una qualitat producte del terreny i de la tradició.
- Vi de qualitat produït en una regió determinada (VQPRD): és un vi amb denominació d'origen reconegut per la normativa europea.

### Segons l'envelliment
- Vi jove, o vi novell: és un vi que té com a molt 6 mesos d'envelliment.
- Vi vell.
- vi ranci: és un vi generós sec envellit amb oxidació.
- Vi de criança: és un vi envellit almenys 6 mesos en ampolla i 18 mesos en bóta.
- Vi de reserva: és un vi envellit entre 6 i 12 mesos en ampolla i entre 18 i 24 en bóta.
- Vi de gran reserva: és un vi envellit entre 6 i 24 mesos en ampolla i entre 36 i 42 mesos en bóta.

Els terminis poden ser variables, o més estrictes, segons la legislació i segons els reglaments de diferents consells reguladors.

### Segons la quantitat de sucre
- Vi sec: amb un contingut de sucre inferior a 4 g/l, elaborat amb una fermentació alcohòlica llarga.
- Vi semisec: amb un contingut en sucre residual entre 4 i 12 g/l.
- Vi semidolç: amb un contingut en sucre residual entre 12 i 45 g/l.
- Vi dolç: amb un contingut en sucre residual de més de 45 g/l, obtingut per aturada fermentativa o per addició.
- Vi dolç natural: és un vi dolç elaborat amb most ric amb sucres i obtingut per aturada fermentativa.

### Segons el grau alcohòlic
- Vi generós: és un vi anyenc que té entre 14 i 23º obtingut per addició d'alcohol al most.
- Vi generós dolç, o mistela: és un vi semifermentat d'entre 13 i 18º que s'obté per afegiment d'alcohol al most provocant una aturada fermentativa i resultant de gust dolç.
- Vi de licor sec: és un vi de 15º com a mínim que ha modificar el color durant un envelliment prolongat.
- Vi ranci: és un vi generós sec envellit amb oxidació.
- Vi licorós o vi de licor: és un vi generós amb un contingut de sucres superior a 50 g/l.

### Segons el cupatge
- Vi bàsic: és el vi de major proporció en un cupatge.
- Vi de correcció: és el vi de qualitat afegit per a millorar un cupatge.
- Vi varietal: és un vi elaborat amb una sola varietat de raïm.

### Segons cànons
- Vi jueu o vi caixer: és el vi elaborat segons els cànons jueus, amb un raïm que no suquegi, amb uns estris purificats i amb l'elaboració i l'envelliment del vi a càrrec d'un rabí.
- Vi de missa: és un vi negre elaborat segons els cànons catòlics per a la consagració eucarística. També el vi de missa, anomenat també vi blanc o vi bo.